# Leandro Gómez
José María Leandro Gómez Calvo (Montevideo, 13 de marzo de 1811 - Paysandú, 2 de enero de 1865) fue un militar uruguayo, especialmente conocido por su heroica defensa de Paysandú de 1864, al término de la cual fue ejecutado.

## Biografía
Hijo de Roque Gómez, natural de Galicia, y de la montevideana María Rita Calvo, era hermano del general Andrés A. Gómez (1798-1877). Fue comerciante en su juventud.
En 1837, en ocasión de la revolución de Fructuoso Rivera contra el presidente Manuel Oribe, se incorporó a las milicias de la capital con el grado de capitán de infantería. Tras la renuncia forzada de Oribe pasó a la Argentina, luchando a órdenes del presidente depuesto en gran parte de la campaña contra Juan Lavalle, fase argentina de la Guerra Grande. Tras la derrota y muerte de Lavalle participó en la Batalla de Arroyo Grande como ayudante de campo del general Oribe.
Se hizo notorio al establecerse el "Sitio Grande" de Montevideo, en 1843, durante la Guerra Grande. Establecido Oribe con sus fuerzas en el Cerrito de la Victoria –donde se erigió un gobierno paralelo al de Montevideo, el Gobierno del Cerrito– Leandro Gómez fue designado como Oficial Ayudante del General, ocupando otros cargos en el ejército sitiador de Montevideo hasta la capitulación del 8 de octubre de 1851.
Tras un tiempo alejado del Ejército, se reincorporó al mismo y fue promovido al grado de sargento mayor en 1858, al año siguiente al de teniente coronel, y finalmente en 1860 al de coronel de milicias. En 1861 fue designado Oficial Mayor del Ministerio de Guerra y Marina.

## Alzamiento de Flores contra Berro
En 1863, el general Venancio Flores –que había participado en la campaña de Lavalleja luego del desembarco de los Treinta y Tres Orientales, actuado en numerosas instancias militares y políticas del país, y sido Presidente de la República por un breve período– promovió desde la Argentina un alzamiento contra el gobierno del presidente Bernardo Prudencio Berro.
El coronel Leandro Gómez fue entonces destinado como Adjunto al Estado Mayor del ejército del gobierno, actuando en diversos lugares del territorio. En tal calidad, con el grado de coronel del Ejército Nacional, participó en el combate de Las Cañas, ocurrido en el departamento de Salto, a orillas del arroyo del mismo nombre, afluente del Arerunguá, que tuvo lugar el 25 de julio de 1863, integrando las fuerzas gubernistas comandadas por el general Diego Lamas, que fueron derrotadas pero lograron retirarse hacia la ciudad de Salto en una brillante maniobra militar. Gómez fue nombrado primeramente Comandante Militar de Salto, pero prontamente fue transferido en el mismo cargo a la ciudad de Paysandú.
Las fuerzas revolucionarias del general Flores atacaron Paysandú en 1864, siendo en definitiva rechazados por el ejército gubernista al mando de Leandro Gómez, en una acción que motivó que el Gobierno de Montevideo lo ascendiera a Coronel Mayor y designara a sus soldados como “beneméritos de la Patria”. Sin embargo, poco después, en octubre de 1864, el ejército de Flores volvió a atacar Paysandú, contando esa vez con el apoyo de la escuadra brasileña y tropas argentinas por tierra, estableciendo un sitio que cercó la ciudad por tierra y por agua.

## La defensa de Paysandú
La escuadra brasileña bombardeó la ciudad con sus cañones, debiendo evacuarse de ella mujeres, niños y ancianos. La dotación militar de Paysandú sufrió enormes bajas pero resistió el asedio durante dos meses, negándose terminantemente a la rendición propuesta por los atacantes. El 3 de diciembre, Flores envió una última exigencia de rendición, que fue devuelta por Gómez con una lacónica respuesta: 

"Cuando sucumba."

El 2 de enero de 1865, finalmente, los atacantes entraron al asalto de la ciudad, todavía defendida por unos 700 soldados y oficiales gubernistas, al mando del general Leandro Gómez. El combate fue encarnizado, siendo finalmente derrotados los defensores.
Leandro Gómez fue tomado prisionero por un oficial brasileño, pero rechazó el ofrecimiento que éste le hacía de protegerlo de sus compatriotas. El después general Francisco Belén le ofreció la garantía de su vida en nombre de Flores, pero por orden del general Gregorio Suárez fue fusilado en plena calle, junto a varios de sus oficiales. Un proveedor de las fuerzas de Flores arrancó la larga barba del cadáver; en días posteriores los oficiales vencedores utilizaron el despojo como trofeo de guerra y objeto de burla.
Este episodio de la historia de las guerras civiles uruguayas, es conocido como "La defensa de Paysandú", a veces aludido simplemente como "La defensa", y ha llevado a que la ciudad haya sido designada como "La heroica Paysandú". La figura de Leandro Gómez es reconocida como un ejemplo de valor militar, y exaltada –particularmente por los allegados al Partido Nacional– como uno de los grandes héroes de la historia de Uruguay.

## La peripecia de sus restos

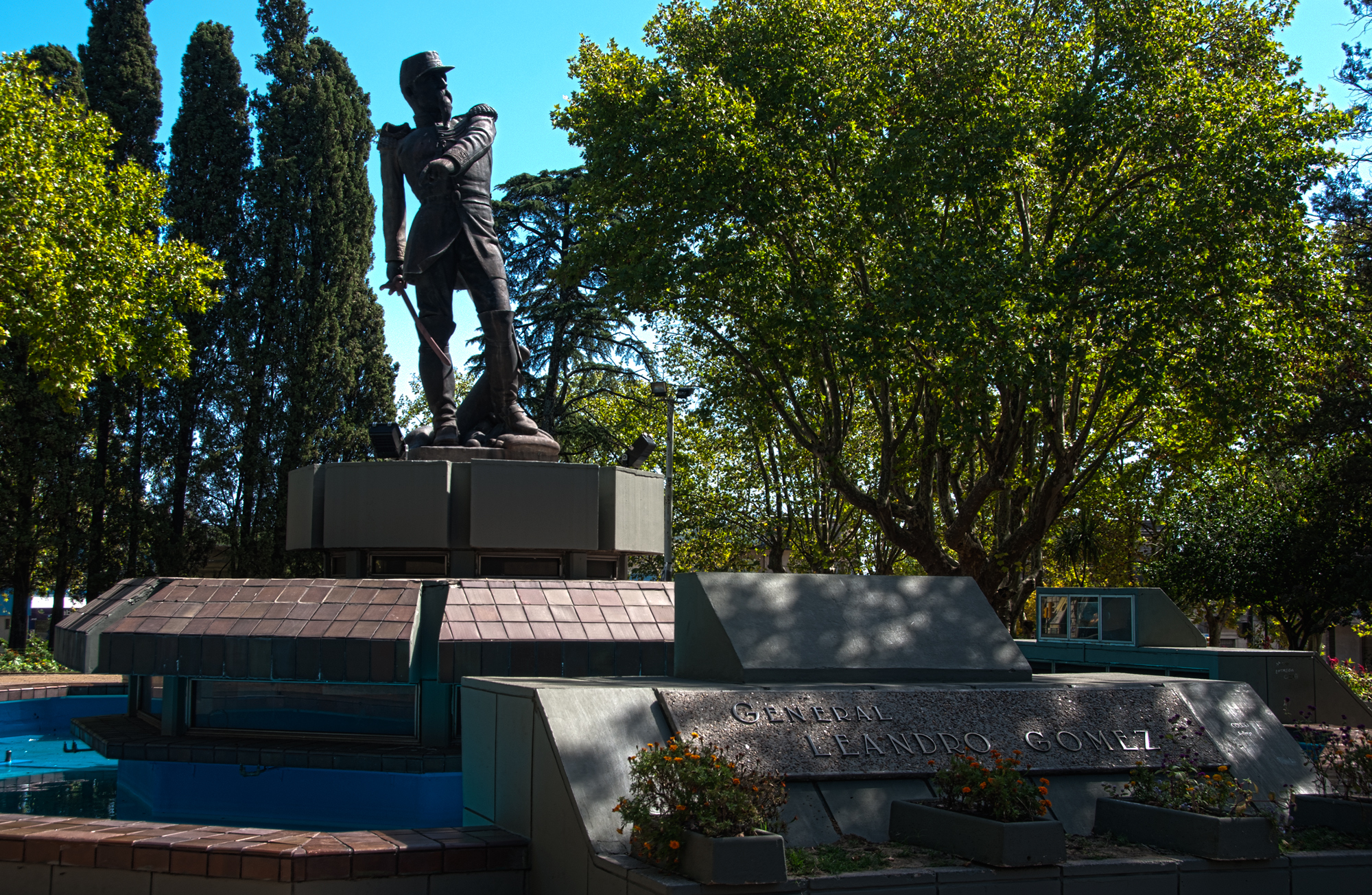
Estatua que se encuentra sobre su actual mausoleo.

Luego de su ejecución fue sacado de una fosa común y sepultado en secreto por un pariente político. Luego, sus restos fueron llevados a Concepción del Uruguay, donde quedaron a cargo de un cura. Sabiendo que lo iban a arrestar, este se los entregó a una vecina, quien a su vez, debido a su edad, se los deja a un familiar del general Gómez.
En 1884, amigos y familiares con el apoyo del presidente Máximo Santos le hicieron un ceremonial y lo enterraron en el cementerio central de Montevideo.
En 1965, los habitantes de Paysandú quisieron hacer un mausoleo en esa ciudad para el general, pero una nieta del mismo mostró una carta escrita por Gómez, en la cual especificaba que su voluntad había sido que sus restos descansaran en Montevideo, junto a los de su esposa.
En 1984, durante la dictadura cívico-militar, sus restos fueron llevados a Paysandú, donde fueron depositados en una urna en el mausoleo de la plaza Constitución. En años posteriores se difundió el falso rumor de que la urna está vacía, pese a que hay un acta notarial que lo desmiente.
En noviembre de 2009, desconocidos entraron y profanaron su tumba. Solo quedaron falanges y otros restos pequeños, que cayeron al piso. Una persona alegó que se los habían dado para guardar temporalmente y entregó huesos, en dos tandas, que presuntamente pertenecían al general. Fue procesado por encubrimiento, pero los peritajes sobre los restos entregados no pudieron avanzar.

## Caminatour / Mojones de la Defensa
El 2 de enero de 2019, como parte del acto conmemorativo a los Defensores de Paysandú, se inauguraron los “Mojones de la Defensa”, proyecto que consta de una serie de carteles instalados en distintos puntos de la ciudad referidos al episodio. Cada mojón incluye un código QR que le permite al caminante profundizar la información. Se puede visualizar en Mojones de la Defensa. Además existe un recorrido llamado "Camino de Leandro Gómez" que se puede hacer acompañado por guías locales. Se puede consultar en oficinas de información turística de la ciudad.

## Curiosidades
- Existen plantas rastreras del género Tradescantia que se conocen en Uruguay como "Leandro Gómez".[6]